# 鹿沼市民バス

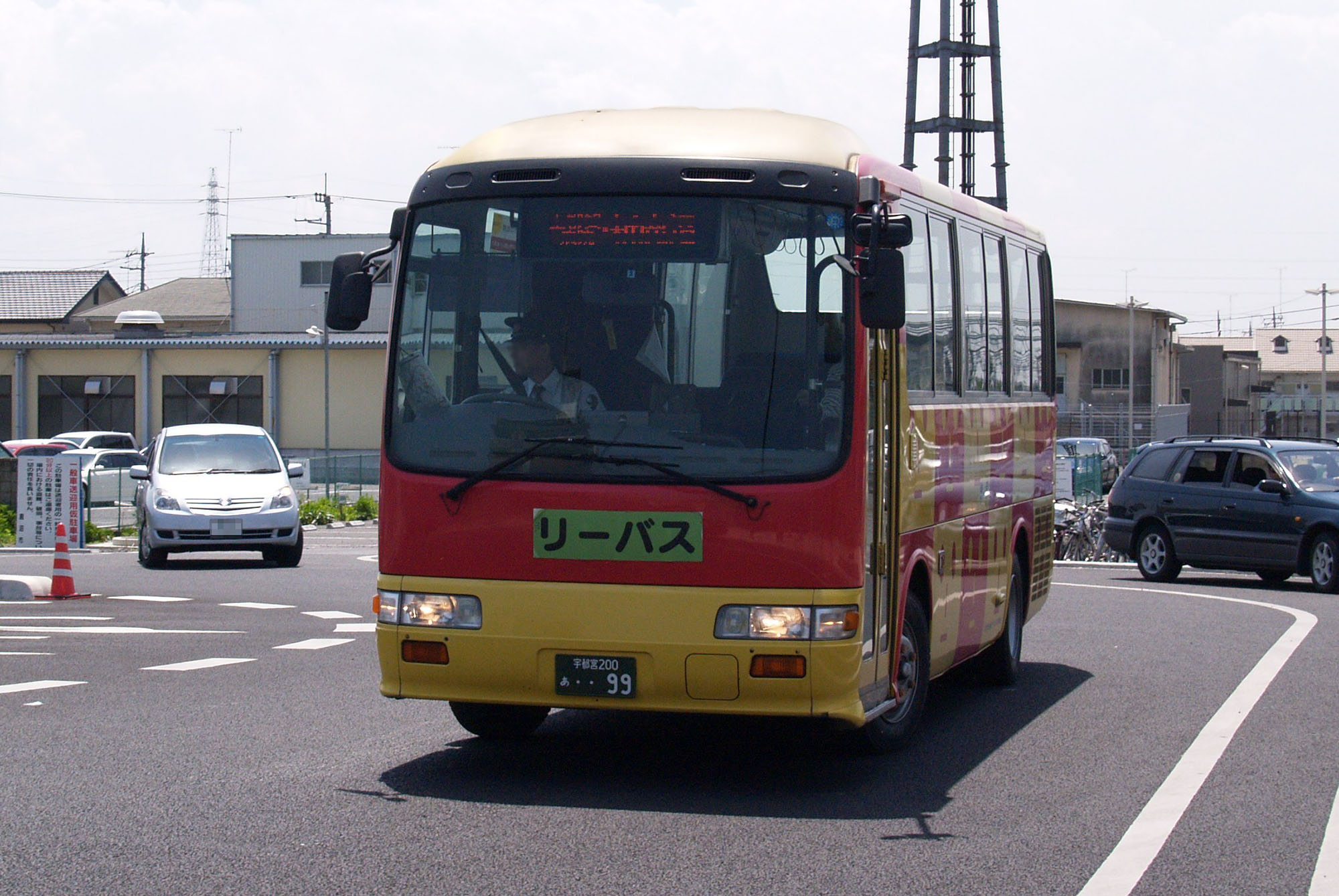
鹿沼市民バス（新鹿沼駅前にて、2011年5月）
宇都宮営業所在籍車
「みやバス」からの転用車

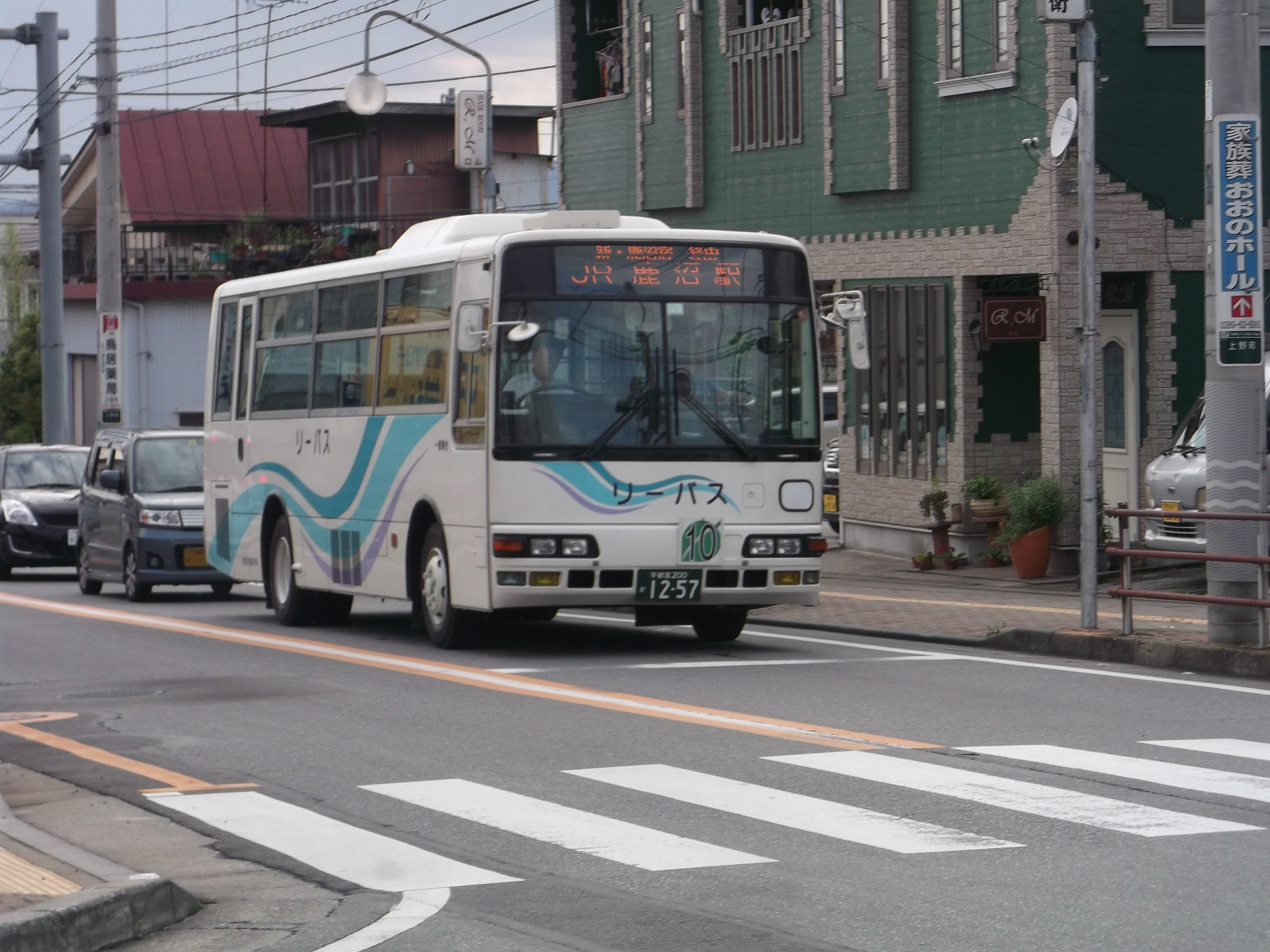
鹿沼市民バス（鹿沼駅前交差点付近、2014年7月）

鹿沼市民バス（かぬましみんバス）は、栃木県鹿沼市が運行するコミュニティバス（廃止代替バス）である。愛称は「リーバス」で、「leaf town of bus」に由来する。地元のバス会社・タクシー会社に運行を委託している。
鹿沼市内各地を結んで運行され、粟野地区（旧粟野町民バス）を含め山間部を結ぶ区間や、かつて関東自動車の一般路線バスが運行されていた市南東部の郊外地区を結ぶ路線が多い。一部路線は日光市小来川地区を経由する。

## 概要
リーバスの運行は、1998年に関東自動車が運行していた上久我線が廃止されたことによる代替運行が始まりである。当初の運賃は全線300円均一であった。その後、2000年に廃止代替バスとして関東自動車に運行委託していた3路線をリーバス化、この時に現在の運賃制度となる区間制を導入し、上久我線にも適用した。
2006年、粟野町との合併を機に、粟野町が運行していた自治体バス「粟野町営バス」の路線を引き継ぎ、市民バス「リーバス」へ編入した。同時に、旧粟野町営バス路線の運賃も他のリーバス路線と同様の区間運賃制とした。
幾度の路線再編を経て、デマンド方式の「予約バス」に再移行した地域もある。リーバスが運行されている市北西部の菊沢・板荷方面、南部の南押原方面、粟野地区山間部にも日中は「予約バス」が運行されており、これらの地域ではリーバスの運行は主に朝夕のみとなっている。

## 沿革
- 1998年（平成10年）10月1日 - 上久我線運行開始。
- 2000年（平成12年）5月1日 - 小来川森崎線、南摩線、免許センター線運行開始（廃止代替バスをリーバス化）。区間制運賃を導入、上久我線にも適用。
- 2001年（平成13年） - みなみ町経由線、南押原線運行開始。
- 2002年（平成14年）6月1日 - 市内巡回線運行開始、関東自動車の古峰原線をリーバス化、運賃改定実施。
- 2006年（平成18年）
  - 1月1日 - 鹿沼市と粟野町が合併、旧粟野町営バス路線をリーバス化。
  - 4月1日 - 関東自動車の口粟野線をリーバス化。
  - 7月1日 - 松原団地線、富岡武子線運行開始
- 2010年（平成22年）
  - 6月1日 - 入粟野地区と粕尾地区をオンデマンド（予約バス）化。
  - 11月1日 - 永野地区、清洲地区、板荷地区、菊沢地区、北押原地区の一部、南押原地区を予約バス化し、小来川森崎線、南押原線、東武金崎駅線の一部経路変更と、鹿沼農業高校線、みなみ町経由線、旧星野御嶽山入口・与洲平線のそれぞれ鹿沼南高校線、公設市場線、永野与州平線への再編、富岡武子線の廃止を実施。
- 2011年（平成23年）
  - 5月1日 - まちの駅「新・鹿沼宿」へ営業時間内（9時から19時）乗り入れ開始、予約バス完全移行化に伴い東武金崎駅線を廃止。
- 2011年（平成23年）11月1日 - 市内巡回線をまちなか線に再編、予約バス化に伴い松原団地線を廃止。
- 2013年（平成25年）4月1日 - 予約バス定時便化に伴い永野与洲平線を廃止。
- 2020年（令和2年）10月1日 - まちなか線を再編し、片周り循環の「お買い物バス」に、運転免許センター線と南押原線が運行区間の一部変更および増便。
- 2021年（令和3年）10月1日 - 口粟野線と山の神上粕尾線の下り最終便の時刻繰り下げ、運転免許センター線全便を「新・鹿沼宿」発着に変更、同線の運行会社を平和タクシーから関東自動車鹿沼営業所に変更[2]。
- 2023年（令和5年）4月1日 - ダイヤ改正実施。運転免許センター線、TKCいちごアリーナへの乗り入れ廃止。
- 2024年（令和6年）4月1日 - ダイヤ改正実施。南摩線を新たにスノーピーク鹿沼に乗り入れ開始。なんま保育園入口方面の区間を廃止し、室瀬回転場折返し（一部スノーピーク鹿沼折返し）に変更。

## 運賃・乗車券類
市が各運行会社に補助金を出して委託し、一般路線バスに比べて低廉な運賃としている。
まちなか線は全線100円均一である。その他のほとんどの路線では区間制運賃を採用しており、1区間は100円、2区間は200円、3区間は300円と上昇し、最高運賃は5区間乗車の500円。距離制運賃制の古峰原線は、約7.5kmを1区間とし、1区間100円の運賃から距離に応じて100円ずつ加算、最高運賃額は400円である。
古峰原線は運賃支払いに際して現金の他、共通バスカードも使用できるが、他路線は現金もしくはリーバス専用回数券での支払いとなる。

## 現行路線
太文字停留所は、区間便の始発終着の設定がなされている停留所。

### 上久我線
- 石裂山 - 上久我馬返 - 法長内 - 久我小学校入口 - 加蘇中学校前 - 加園宿 - 日向辻 - 西鹿沼局前 - 麻苧町 - 東武新鹿沼駅 - 鳥居跡町 - 上都賀病院前 - 新・鹿沼宿（まちの駅） - 天神町 - 朝日町 - JR鹿沼駅[注釈 1][注釈 2]
  - ヘイタク[注釈 3]が運行受託。

### 小来川森崎線
- 小来川森崎 - 山中 - 板荷コミュニティセンター - 東武板荷駅前 - 見野駐在所前 - 御成橋 - 図書館・川上澄生美術館前 - 文化活動交流館前 - 天神町 - 新・鹿沼宿 - 上都賀病院前 - 鳥居跡町 - 東武新鹿沼駅 - 平和タクシー本社[注釈 1][注釈 4]
  - ヘイタク[注釈 3]が運行受託。

### 運転免許センター線
- 運転免許センター - 下石川 - 上石川十文字 - 茂呂寺前 - 花木センター - 鹿沼脳神経外科 - 西茂呂北 - ヨークベニマル前 - 東町1丁目 - JR鹿沼駅 - 朝日町 - 福田屋前 - 上都賀病院前 - 鳥居跡町 - 東武新鹿沼駅 - 新・鹿沼宿[注釈 5][注釈 6]
  - 関東自動車鹿沼営業所が運行受託。

### 南摩線
- 室瀬回転場 - スノーピーク鹿沼 - 運動公園前 - 福祉センター - 酒野谷公民館 - 鹿沼商工正門前 - 東武新鹿沼駅 - 鳥居跡町 - 上都賀病院前 - 新・鹿沼宿 - 天神町 - 朝日町 - JR鹿沼駅[注釈 1][注釈 7]
  - 関東自動車鹿沼営業所が運行受託。

### 南押原線
- 楡木車庫 - 南押原コミュニティセンター - 楡木駅前 - 奈佐原集落センター入口 - 樅山町南 - 大門宿 - 上殿駐在所前 - 万町 - 上都賀病院東 - 福田屋前 - 朝日町 - JR鹿沼駅
  - 関東自動車鹿沼営業所が運行受託。

### 公設市場線
- 鹿沼南高 - 上奈良部町南 - 公設市場 - 花木センター - 西茂呂交差点 - ヨークベニマル前 - 上野原東 - 上都賀病院前 - 東武新鹿沼駅 - 鳥居跡町 - 福田屋前 - 朝日町 - JR鹿沼駅  
  - 関東自動車鹿沼営業所が運行受託。

### 鹿沼南高校線
- 鹿沼南高 - 樅山町北 - 大門宿 - 鹿沼営業所 - 東武新鹿沼駅 - 鳥居跡町 - 上都賀病院前 - 天神町 - 朝日町 - JR鹿沼駅
  - 関東自動車鹿沼営業所が運行受託。

### お買い物バス
- 文化活動交流館 → 坂田山北 → 文化センター入口 → 市役所前 → 仲町 → 上都賀病院前 → 栄町1丁目 → 晃望台 → 府中町 → 文化交流館[注釈 1][注釈 8]
  - 関東自動車鹿沼営業所が運行受託。

### 古峰原線
- 古峯神社 - 古越路 - 一の鳥居 - 八岡局 - 草久星野屋前 - 天王橋 - 下沢大関橋 - 日向辻 - 西鹿沼局 - 麻苧町 - 東武新鹿沼駅 - 上都賀病院前 - 新・鹿沼宿 - 天神町 - 朝日町 - JR鹿沼駅[注釈 1][注釈 9]
  - 関東自動車鹿沼営業所が運行受託。

### 上粕尾山の神線
- 山の神 - 上粕尾発光路 - 半縄 - 上粕尾郵便局 - 馬置 - 中粕尾車庫 - 釜丁ー - 粕尾局 - 大越路 - 岩鼻 - 口粟野車庫 - 久野丁字路 - 南摩十文字 - 東武樅山駅 - 大門宿 - 鹿沼営業所 - 東武新鹿沼駅 - 上都賀病院前 - 天神町 - 朝日町 - JR鹿沼駅[注釈 10][注釈 11]
  - 関東自動車鹿沼営業所が運行受託。

### 入粟野上五月線
- 上五月 - つつじの湯温泉 - 尾ざく神社 - 滝沢 - 小金沢 - 河原橋 - 粟野小学校 - 久野丁字路 - 南摩十文字 - 東武樅山駅 - 大門宿 - 鹿沼営業所 - 東武新鹿沼駅 - 上都賀病院前 - 天神町 - 朝日町 - JR鹿沼駅[注釈 12][注釈 11]
  - 関東自動車鹿沼営業所が運行受託。

### 口粟野線
- 口粟野車庫 - 旧粟野町役場 - 久野丁字路 - 南摩十文字 - 東武樅山駅 - 大門宿 - 鹿沼営業所 - 東武新鹿沼駅 - 鳥居跡町 - 上都賀病院前 - 新・鹿沼宿 - 天神町 - 朝日町 - JR鹿沼駅[注釈 1]
  - 関東自動車鹿沼営業所が運行受託。

## 過去の路線
過去に運行していた路線は以下のとおり。

### 永野与洲平線
旧粟野町民バス路線。2013年（平成25年）4月1日、予約バス定時便化に伴い廃止。
- 永野与州平 → 大畑 → 永野郵便局前 → 宮の上 → 星野御嶽山入口 → 宮の上 → 大越路 → 岩鼻 → 口粟野車庫 → 旧粟野町役場前
- 永野与州平 - 大畑 - 永野郵便局 - 宮の上 - 星野御嶽山入口
  - 関東自動車が運行受託。

### 市内巡回線（左廻り）
2011年（平成23年）11月1日、運行形態の大幅見直しを実施。新たにまちなか線へ継承。
- JR鹿沼駅 → 仁神堂町 → 御成橋南 → 朝日町 → 図書館・川上澄生美術館 → 文化活動美術館 → 天神町 → 坂田山北 → 文化センター → 市役所 → 上都賀病院前 → 東武新鹿沼駅入口 → 鹿沼消防署 → 図書館東分館 → 幸町1丁目 → JR鹿沼駅
- 関東自動車が運行受託。

### 市内巡回線（右廻り）
2011年（平成23年）11月1日、運行形態の大幅見直しを実施。新たにまちなか線へ継承。
- JR鹿沼駅 → 幸町1丁目 → 図書館東分館 → 鹿沼消防署 → 東武新鹿沼駅入口 → 上都賀病院前 → 市役所 → 文化センター → 坂田山北 → 天神町 → 図書館・川上澄生美術館 → 文化活動交流館 → 朝日町 → 御成橋南 → 仁神堂町 → JR鹿沼駅
- 関東自動車が運行受託。

### 松原団地線
2011年（平成23年）11月1日、予約バス化に伴い廃止。
- 松原団地 - 白桑田 - 千渡 - 仁神堂町北 - JR鹿沼駅 - 朝日町 - 図書館・川上澄生美術館 - 天神町 - 上都賀病院前 - 鳥居跡町 - 東武新鹿沼駅入口 - 鹿沼営業所
- 関東自動車が運行受託。

### 東武金崎駅線
旧粟野町民バス路線。2011年（平成23年）5月1日、予約バス完全移行に伴い廃止。
- 東武金崎駅前 - 半田街道入口 - JAかみつが清洲支店前 - 久野T字路 - 旧粟野町役場前
  - 関東自動車が運行受託。

### 南押原線
2010年（平成22年）11月1日、運行区間を変更。南押原地区と北押原地区の一部をオンデマンド路線化、新たに南押原線へ継承。
- 南押原 - 亀和田集落センター - 南押原派出所前 - 楡木駅前 - 奈佐原集落センター入口 - 樅山町南 - 大門宿 - 鹿沼営業所 - 東武新鹿沼駅入口 - 鳥居跡町 - 上都賀病院前 - 天神町 - 図書館・川上澄生美術館 - 文化活動交流館
  - 関東自動車が運行受託。

### 富岡武子線
2010年（平成22年）11月1日に廃止。
- 鹿沼営業所 → 東武新鹿沼駅入口 → 鳥居跡町 → 天神町 → 図書館・川上澄生美術館 → 朝日町 → JR鹿沼駅 → 県森林組合 → 希望の家 → 富岡橋 → オレンジホーム入口 → 武子工業団地 → JR鹿沼駅 → 朝日町 → 図書館・川上澄生美術館 → 天神町 → 鳥居跡町 → 東武新鹿沼駅入口 → 鹿沼営業所[注釈 13]
  - 関東自動車が運行受託。

### みなみ町経由線
2010年（平成22年）11月1日、運行区間を変更。北押原地区（奈佐原町、樅山町の一部（大門宿より南部）、上奈良部町、下奈良部町、日光奈良部町）の一部をデマンド路線化、公設市場線へ継承。
- 文化活動交流館 → 図書館・川上澄生美術館 → 福田屋前 → 鳥居跡町 → 東武新鹿沼駅 → 上都賀病院前 → 上野原東 → ヨークベニマル前 → 西茂呂交差点 → 花木センター → 公設市場 → 鹿沼農業高校 → 下奈良部町 → 藤江 → 藤江コミュニティセンター → 池の森中央 → 桜塚 → 南上野町南 → 下奈良部町 → 藤江コミュニティーセンター → 下奈良部町 → 鹿沼農業高校 → 公設市場 → 花木センター → 西茂呂交差点 → ヨークベニマル前 → 上野原東 → 上都賀病院前 → 東武新鹿沼駅 → 鳥居跡町 → 福田屋前 → 図書館・川上澄生美術館 → 文化活動交流館[注釈 14]
- 南上野町南 → 下奈良部町 → 鹿沼農業高校 → 公設市場 → 花木センター → 西茂呂交差点 → ヨークベニマル前 → 上野原東 → 上都賀病院前 → 東武新鹿沼駅 → 鳥居跡町 → 福田屋前 → 図書館・川上澄生美術館 → 文化活動交流館[注釈 15]
- 文化活動交流館 → 図書館・川上澄生美術館 → 福田屋前 → 鳥居跡町 → 東武新鹿沼駅 → 上都賀病院前 → 上野原東 → ヨークベニマル前 → 西茂呂交差点 → 花木センター → 公設市場 → 鹿沼農業高校 → 下奈良部町 → 藤江 → 藤江コミュニティセンター → 池の森中央 → 桜塚 → 南上野町南[注釈 16]
  - いずれも関東自動車が運行受託。

### みなみ町経由線（鹿農高線）
2010年（平成22年）11月1日、運行区間を変更。北押原地区（奈佐原町、樅山町の一部（大門宿より南部）、上奈良部町、下奈良部町、日光奈良部町）の一部をオンデマンド路線化、鹿沼南高校線へ継承。
- 鹿農高 - 公設市場 - 西茂呂交差点 - 上都賀病院前 - 麻苧町 - 東武新鹿沼駅 - 鹿沼営業所[注釈 17]
  - 関東自動車が運行受託。

### 与洲平・星野御嶽山入口線
2010年（平成22年）11月1日、永野地区をオンデマンド路線化、永野与州平線へ継承。
- 永野与州平 - 大畑 - 永野郵便局 - 宮の上 - 星野御嶽山入口 - 宮の上 - 大越路 - 岩鼻 - 口粟野車庫 - 粟野支所 - リーバス粟野車庫[注釈 18]
- 永野与州平 - 大畑 - 永野郵便局 - 宮の上 - 星野御嶽山入口[注釈 19]
- 星野御嶽山入口 ← 宮の上 ← 大越路 ← 岩鼻 ← 口粟野車庫 ← 粟野支所 ← リーバス粟野車庫[注釈 20]
  - いずれも関東自動車が運行受託。

### まちなか線
2020年10月1日、「お買い物バス」へ再編。
- 文化活動交流館 - 図書館・川上澄生美術館 - 坂田山北 - 文化センター - 市役所 -新・鹿沼宿 - 寺町 - 鳥居跡町 - 東武新鹿沼駅 - 上都賀病院前 - 福田屋前 - 朝日町 - JR鹿沼駅 - 東町1丁目 - ヨークベニマル前 - 西茂呂交差点 - 花木センター[注釈 1]
  - 関東自動車鹿沼営業所が運行受託。

## 運行区間変更

### 南押原線
2020年10月1日改正で、大門宿から朝日町の区間変更。
- 楡木車庫 - 南押原コミュニティセンター - 楡木駅前 - 奈佐原集落センター入口 - 樅山町南 - 大門宿 - 鹿沼営業所 - 東武新鹿沼駅 - 鳥居跡町 - 上都賀病院前 - 新・鹿沼宿 - 天神町 - 朝日町 - JR鹿沼駅[注釈 1]
  - 関東自動車鹿沼営業所が運行受託。

### 運転免許センター線
2020年10月1日改正で、運行区間変更。
- 運転免許センター - フォレストアリーナ - 下石川 - 上石川十文字 - 花木センター - 図書館東分館前 - ヨークベニマル前 - 晃望台 - JR鹿沼駅 - 朝日町 - 福田屋前 - 上都賀病院前 - 鳥居跡町 - 東武新鹿沼駅 - 新・鹿沼宿／仲町[注釈 21][注釈 22]
  - 平和タクシーが運行受託。
  - 2021年10月1日改正で、全便「新・鹿沼宿」発着となり仲町は経由しなくなった。同日より運行会社が平和タクシーから関東自動車鹿沼営業所へ変更。
  - 2023年4月、TKCいちごアリーナ（フォレストアリーナ）への乗り入れを廃止。

### 南摩線
2024年3月をもって、なんま保育園入口方面の運転を取りやめ、室瀬転回場折り返し運転となった。運動公園前折返し便は、新たに設置されたスノーピーク鹿沼バス停まで延長。
- なんま保育園入口 - 光ヶ丘団地入口 - 室瀬回転場 - 運動公園 - 福祉センター - 酒野谷公民館 - 鹿沼商工正門前 - 東武新鹿沼駅 - 鳥居跡町 - 上都賀病院前 - 新・鹿沼宿 - 天神町 - 朝日町 - JR鹿沼駅[注釈 1][注釈 23]
  - 関東自動車粟野営業所が運行受託。
  - 以前はアイケー観光が運行受託していた。

## 車両
車両は、関東自動車が受託する路線では「リーバス」専用塗装の日野・リエッセなどが使用されている。
2019年（平成元年）より、小型ノンステップバスの日野・ポンチョ（2ドアロングボディ）が新型車両として導入された。車体デザインも刷新され、白地にカラフルないちご柄が散りばめられ、鹿沼市の特産物であることを表すため「いちご市」の文字が記されている。これは関東自動車が保有する車両で、南押原線で運行を開始した。